# Costante gravitazionale di Gauss
La costante gravitazionale di Gauss è il valore assunto dalla costante di gravitazione universale in unità riferite al sistema solare piuttosto che in unità del sistema internazionale. La costante, introdotta da Gauss, consente il calcolo del moto planetario con accuratezza pur essendo ignote le dimensioni del sistema solare o la massa dei pianeti in unità pratiche quali sono quelle del Sistema Internazionale.
Gauss utilizzò le seguenti unità:
- lunghezza A: unità astronomica (raggio medio dell'orbita della Terra attorno al Sole),
- tempo D: giorno solare medio (tempo di rotazione della Terra attorno al proprio asse),
- massa S: massa solare.

Dalla terza legge di Keplero applicata al moto della Terra, Gauss determinò per la costante il valore
k = 0,01720209895 A3/2 S−1/2 D−1.
Nel 1939 l'Unione Astronomica Internazionale adottò tale valore come definizione della costante in astronomia. Il valore dell'unità astronomica è determinato a partire da tale relazione e non più dalla valutazione dell'orbita terrestre. Nelle moderne effemeridi l'asse orbitale medio della Terra risulta maggiore dell'unità astronomica e l'anno siderale risulta leggermente più breve di un anno gaussiano.
Gauss non era a conoscenza dell'incremento secolare della lunghezza del giorno solare né aveva nozioni di relatività (non ponendosi il problema della sincronizzazione degli orologi). Il giorno così definito è stato in seguito utilizzato come base del tempo effemeride, oggi obsoleto e sostituito dal tempo dinamico baricentrico (TDB); 1/86400 del tempo definito in questo modo è definito come il secondo delle effemeridi.